# هملیس

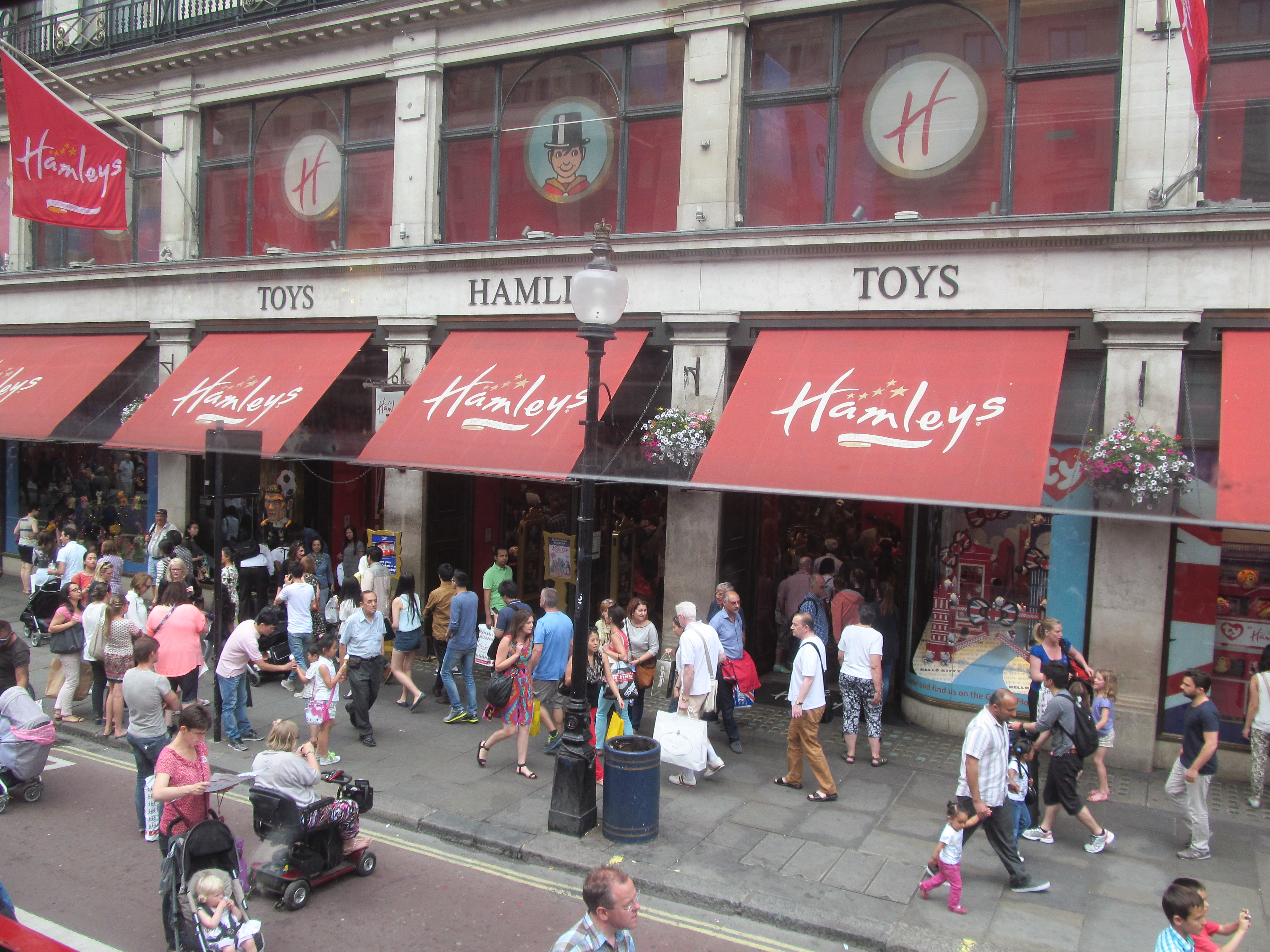
فروشگاه‌های هملیس در خیابان ریجنت - ۲۰۱۴

هملیس (انگلیسی: Hamleys) قدیمی‌ترین و بزرگترین فروشگاه اسباب‌بازی در جهان است که در لندن، انگلستان قرار دارد.
این فروشگاه که در خیابان ریجنت قرار دارد در سال ۱۷۶۰ تأسیس شده‌است.

## فروشگاه‌ها
- لندن
- گلاسگو
- منچستر (مرکز ترافورد)-سابقاً جی‌جی‌بی اسپورتز
- اورلندو، فلوریدا (مرکز خرید فلوریدا)-Opening Soon
- کاردیف
- پراگ

## نگارخانه

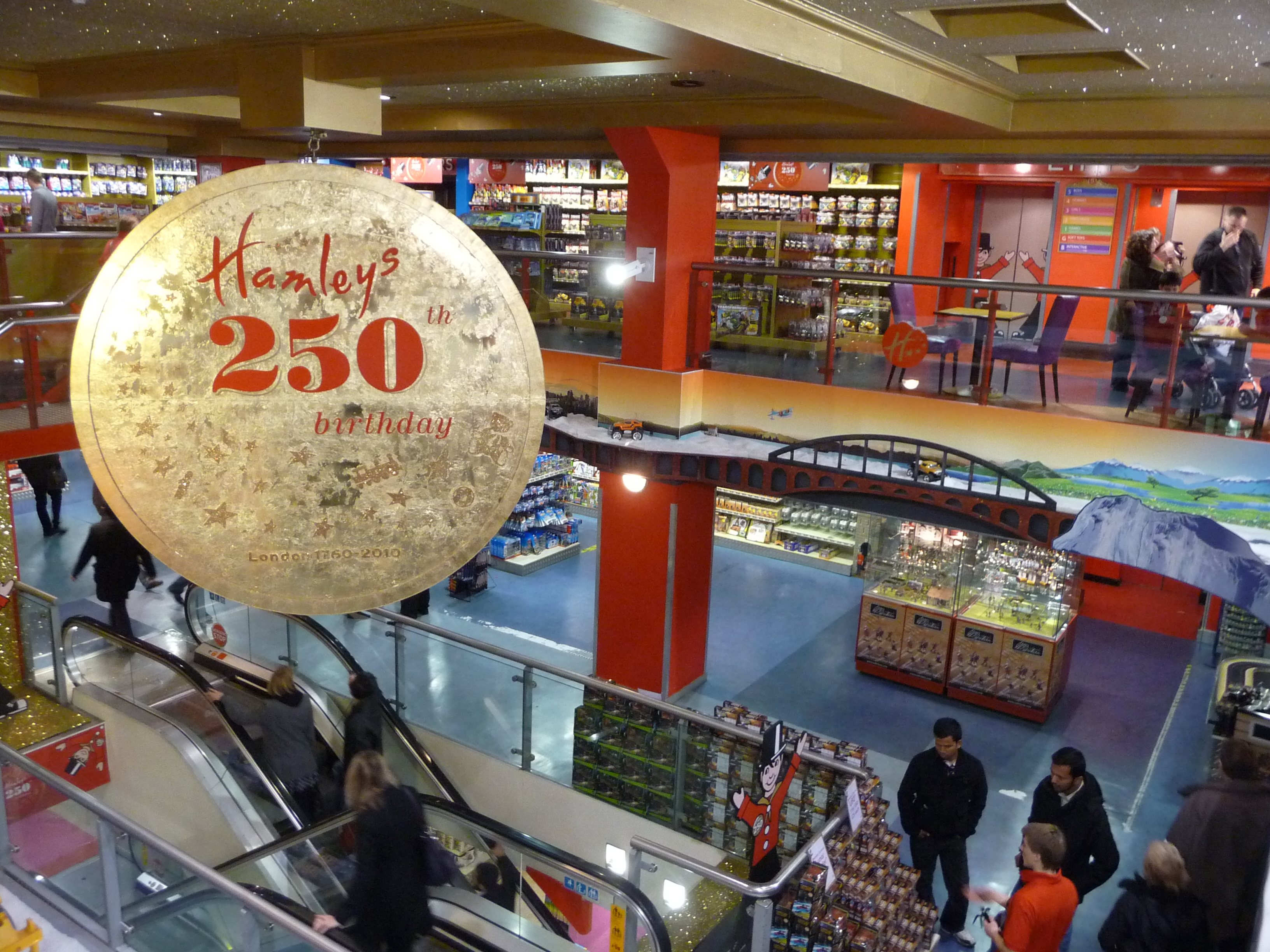
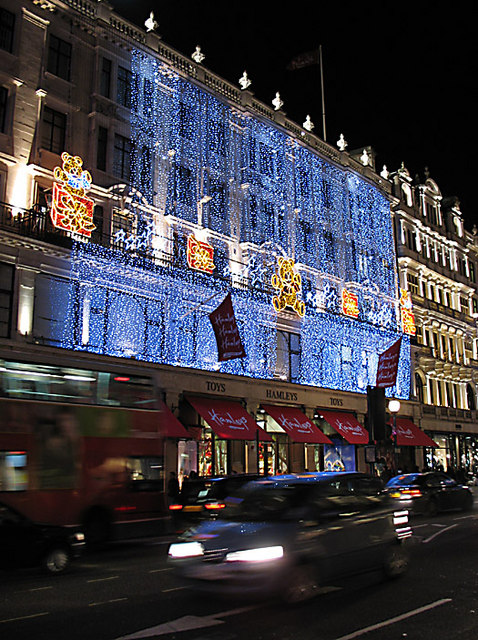
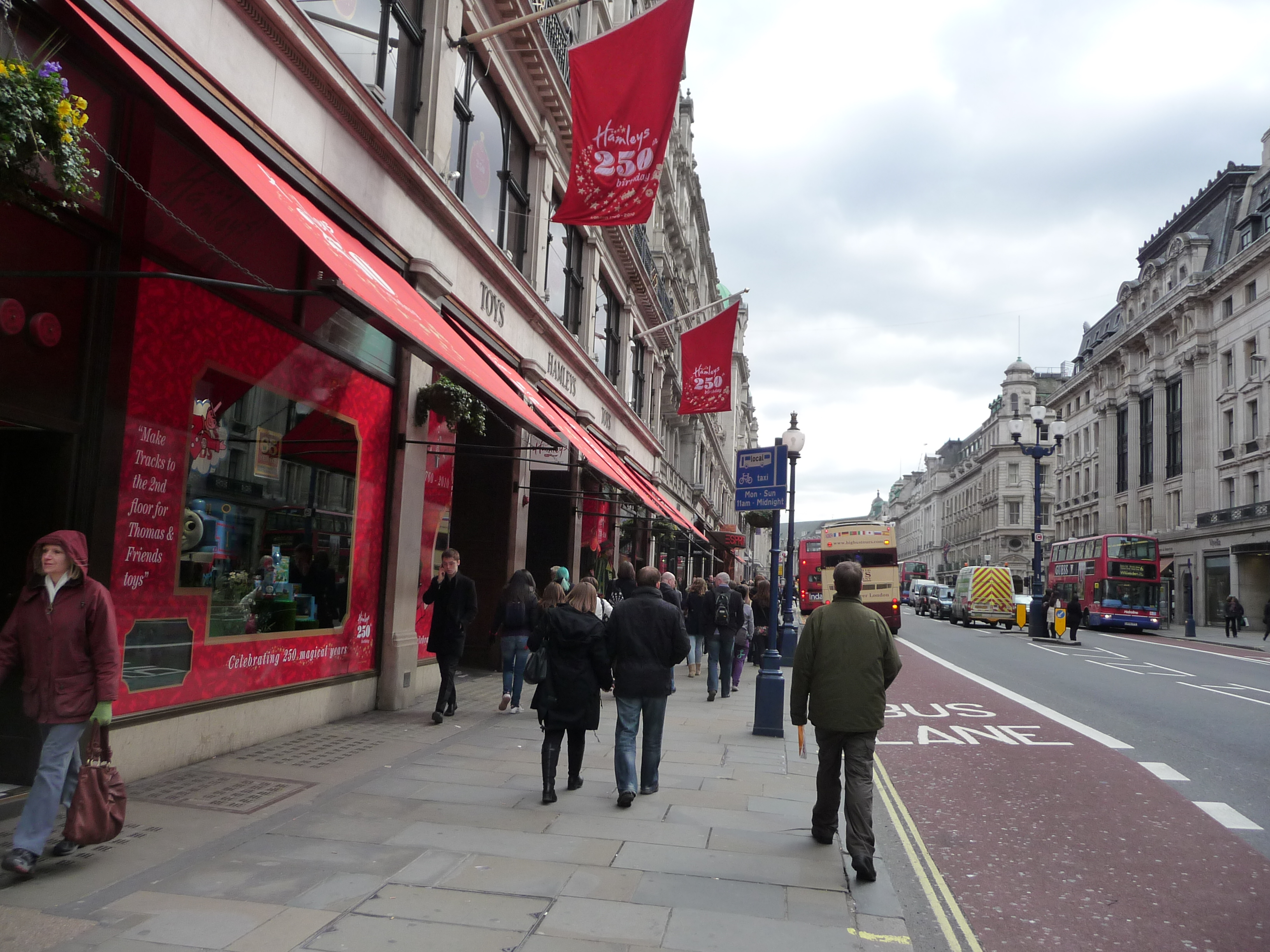
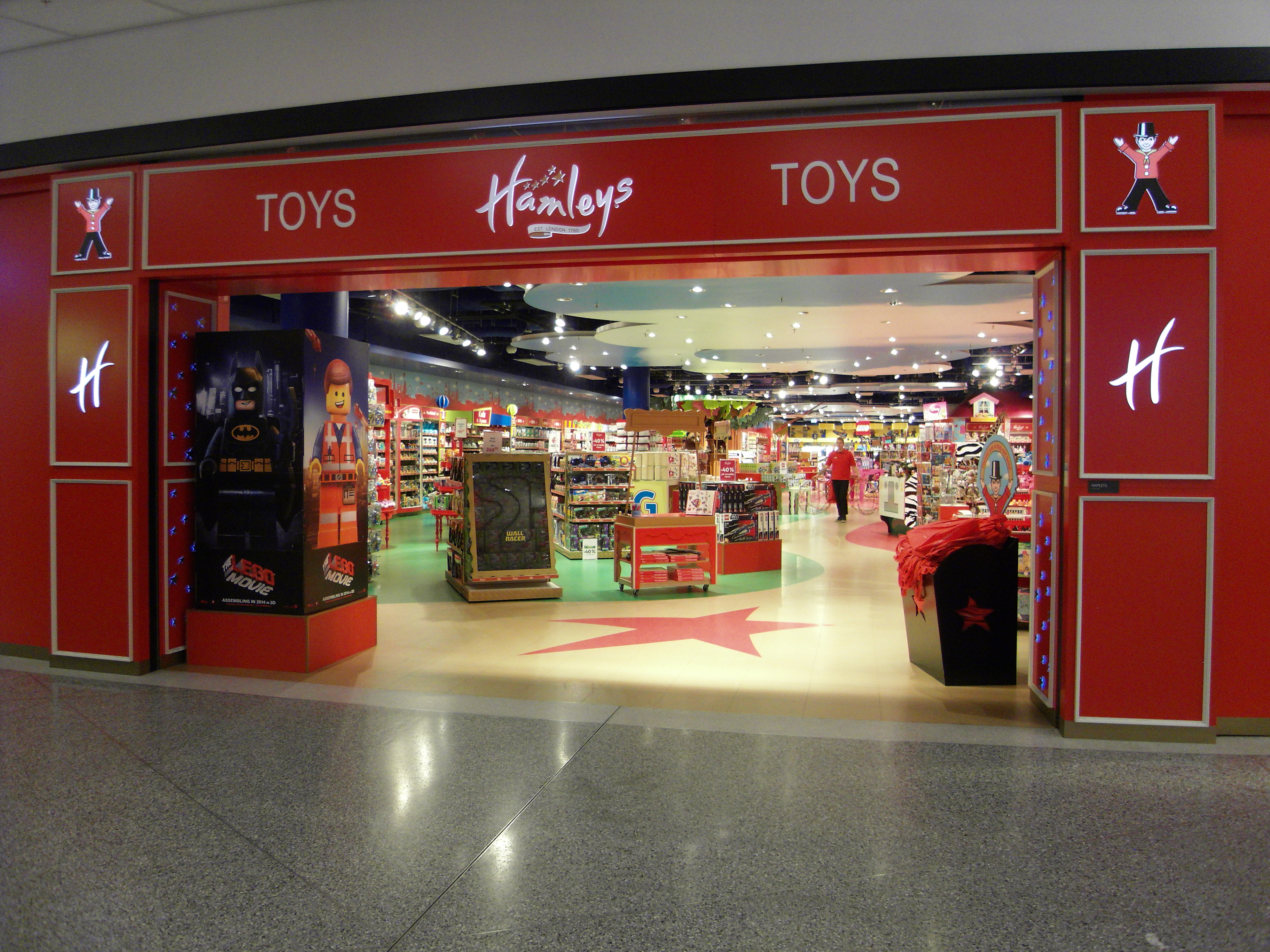
نمایندگی هملیس در مرکز خرید امپوریا، مالمو